# 柳沢義男
柳沢 義男（柳澤、やなぎさわ よしお、1907年（明治40年）8月1日 – 1990年（平成2年）12月2日）は、昭和期の法学者、弁護士、計理士、実業家、政治家。衆議院議員、法学博士。

## 経歴
千葉県流山市出身出身。専修大学経済学部卒を経て、1931年（昭和6年）中央大学法学部を卒業し、さらに同大学院を修了。1938年（昭和13年）パリ大学を卒業した。
その後、弁護士、計理士の業務に従事しながら中央大学教授に就任。1946年（昭和21年）4月の第22回衆議院議員総選挙で千葉県全県区に無所属で出馬して落選。1947年（昭和22年）4月の第23回総選挙で千葉県第1区に日本自由党所属で出馬して次点で落選。1949年（昭和24年）1月、第24回総選挙で民主自由党公認で出馬して当選し、衆議院議員に1期在任した。この間、自由党党務局人事部長、同政調会法務副部長などを務めた。その後、第27回総選挙まで連続3回立候補したがいずれも落選した。
国会議員の傍ら中央大学司法会計研究所長を務め、平潟遊廓が売春防止法施行で廃業となるに辺り遊廓経営者に呼び掛けて司法試験や公認会計士試験受験者のための寄宿舎・柳仙育英センターを創設した。更に中央大学名誉教授、同評議員、千葉県地方労働委員、松戸商工会議所会頭、、日本厚生事業協会理事長、京葉興業社長、三和自動車社長などを務めた。
息子・正毅も日本住宅公団職員から千葉県議会議員1期を経て1971年の千葉県知事選に出馬したが落選に終わった。

## 著作
- 『日本国憲法逐条講義』福地書店、1947年。
- 『日本国憲法講義』中大出版社、1953年。
- 『憲法原論』上巻、中巻、塙書房、1955年。
- 『法学』青林書院新社、1974年。
- 『憲法』青林書院新社、1974年。
- 『実定法の体系と原理』八千代出版、1977年。

## 脚註